# Telmatobufo bullocki
Telmatobufo bullocki Schmidt, 1952 è un anfibio anuro della famiglia Calyptocephalellidae, endemico del Cile.  
DESCRIZIONE
Telmatobufo bullocki è una rana tozza, simile a un rospo, con zampe lunghe e sottili e dita palmate. Gli adulti hanno una lunghezza del muso di 61,8 – 83,0 mm. Le punte delle dita sono appuntite. La pelle dorsale è ricoperta da ghiandole rialzate e arrotondate, mentre la pelle ventrale è liscia. Le ghiandole parotoidi ovali prominenti sono presenti appena dietro gli occhi. I girini hanno un'ampia bocca ventrale e una pinna caudale robusta e muscolosa a forma di pagaia. 
Il Telmatobufo bullocki ha una fascia interoculare gialla, che lo distingue dalle altre due specie, Telmatobufo australis e Telmatobufo venustus
In vita, gli adulti di questa specie sono di colore bruno grigiastro screziato, con filigrana gialla tra i granuli dorsali e l'addome è marrone giallastro con macchie scure.

HABITAT
Il telmatobufo bullocki è endemico del Cile e in precedenza era limitato alla catena montuosa Nahuelbata in un'area di meno di 500 km2. Tuttavia, i due esemplari descritti più di recente sono stati trovati 150 km a nord di quest'area, oltre il fiume Bio Bío. A un'altitudine compresa tra 800 e 1.000 m sul livello del mare, l'animale può essere trovato intorno a torrenti montuosi circondati da una fitta vegetazione durante i periodi di accoppiamento e nelle foreste di pini durante i periodi di non accoppiamento.